# Parco nazionale della Tunka
Il parco nazionale della Tunka (Тункинский национальный парк) è un parco nazionale della Russia, in Siberia, istituito il 27 maggio del 1991.

## Geografia
Il parco nazionale della Tunka è situato nella parte orientale dei monti Sajany e in quella sud-orientale dei monti Chamar-Daban, nonché nel bacino della Tunka, a sud-ovest del lago Bajkal. La zona settentrionale del parco appartiene alle Alpi di Tunka, alle quali si deve il nome dell'area protetta; esse sono un prolungamento dei monti Sajany e si innalzano fino a 3000 metri di quota. La cima più elevata, il monte Strelnikov, raggiunge i 3284 metri. A ovest, all'altra estremità del parco, lungo il confine russo-mongolo, si trova il Munku-Sardyk (3492 m), la vetta più alta dei monti Sajany. La parte restante del parco è situata nella depressione di Tunka.
Il parco nazionale della Tunka ricopre una superficie di 1.183.662 ettari. È una delle aree protette più vaste della Russia. La sede amministrativa si trova nel villaggio Kyren, capitale amministrativa del rajon di Tunka nella repubblica di Buriazia. Entro i confini del parco nazionale vivono ventitremila abitanti (dato del 2006).

## Clima
Il clima è rigorosamente continentale, con grandi differenze di temperatura nel corso delle stagioni. La temperatura media di gennaio varia tra -22 °C e -24 °C, con valori che possono raggiungere un minimo di -50 °C. La presenza di un anticiclone offre giornate senza nuvole e con poco vento. La temperatura media in luglio si aggira attorno ai 17 °C, con massime di 34 °C. Frequenti sono le depressioni nella seconda metà dell'estate.
Le precipitazioni sono di 300–350 mm all'anno nelle aree di pianura e di 500–600 mm sui monti; sui Chamar-Daban i valori possono raggiungere anche i 1000 mm.
Il 23,4% del territorio è rigorosamente protetto, mentre il 55,6% è accessibile ai turisti e il 21% viene sfruttato dagli abitanti del luogo. Ogni anno il parco è visitato da circa mille visitatori stranieri.

## Fauna
Nel parco si trovano numerose specie animali, tra le quali ricordiamo il lupo, l'orso bruno, la lince, il ghiottone, la donnola di montagna (Mustela altaica), la puzzola delle steppe, il cinghiale, l'alce, il mosco della Siberia, il capriolo della Siberia, il cervo nobile degli Altaj, la lepre della Siberia, lo scoiattolo rosso, lo scoiattolo volante della Siberia, il tamia della Siberia, ecc.
Gli uccelli sono rappresentati da oltre duecento specie, tra le quali figurano il gallo cedrone eurasiatico e alcuni suoi cugini, come il gallo cedrone becconero e il fagiano di monte eurasiatico, la pernice bianca e anatre di ogni sorta.

## Flora
A seconda dell'altitudine, nel parco nazionale della Tunka troviamo ambienti di tundra alpina, di foreste di conifere, di taiga, di steppa di montagna. La vegetazione è quindi estremamente varia.
Metà del territorio forestale è ricoperto da pini siberiani. Nelle zone più in alto domina il pino mugo siberiano. Un quarto della zona forestale è ricoperto da larici siberiani, un decimo da pini silvestri. Ai confini del parco crescono anche pecci siberiani e abeti siberiani. Sono presenti anche betulle della Manciuria (Betula platyphylla) (8,5%), pioppi tremuli (1,6%) e zone con pioppi balsamici, salici di Hondo e salici comuni.

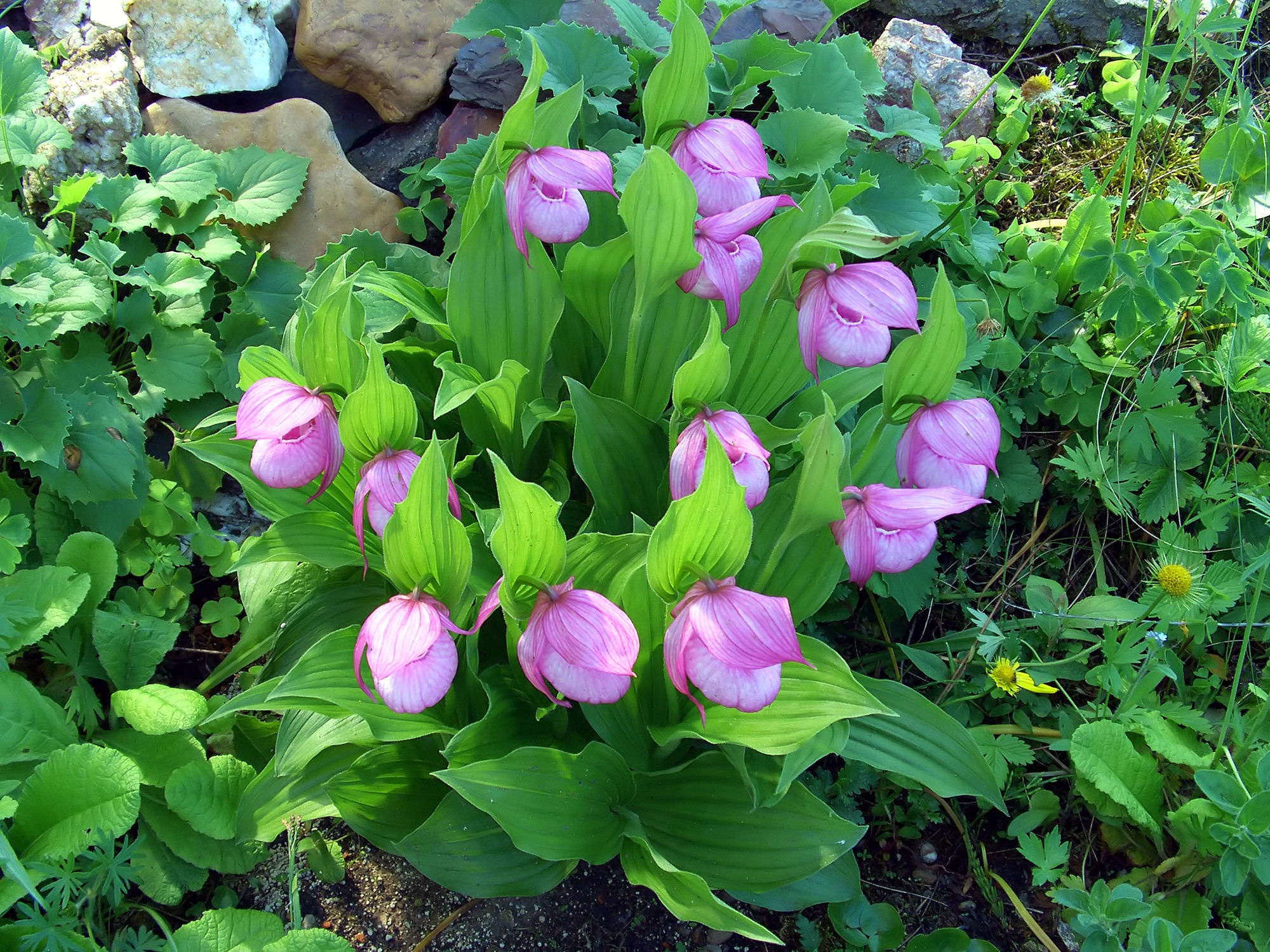
Scarpetta di Venere dai fiori grandi.

Nel sottobosco, dominano il rododendro palustre siberiano (31,8%), il Rhododendron dahuricum, il mirtillo rosso (22%). Una dozzina di specie di vegetali presenti nel parco compaiono sul libro rosso della Russia delle specie minacciate, come la scarpetta di Venere, la scarpetta di Venere dai fiori grandi e la Fritillaria dagana.